# 堪薩斯州第一國會選區
堪薩斯州第一國會選區是美國堪薩斯州四個聯邦眾議院選區之一，現任眾議員為共和黨的崔西·曼。